# Chuansu
Chuansu (kinesiska: 传素, 传素瑶族乡) är en socken i Kina. Den ligger i provinsen Hunan, i den södra delen av landet, omkring 390 kilometer sydväst om provinshuvudstaden Changsha. Antalet invånare är 1120. Befolkningen består av 520 kvinnor och 600 män. Barn under 15 år utgör 17,0 %, vuxna 15-64 år 68 %, och äldre över 65 år 13,0 %.
Genomsnittlig årsnederbörd är 1 787 millimeter. Den regnigaste månaden är juni, med i genomsnitt 296 mm nederbörd, och den torraste är december, med 63 mm nederbörd.